# Herbstrübe
Die Herbstrübe oder Weiße Rübe (auch Krautrübe, Ackerrübe, Wasserrübe, Stoppelrübe oder Räbe genannt) ist eine Speiserübe, die mit der Mairübe und der Bayerischen Rübe verwandt ist. Sie wird in den Herbstmonaten Oktober und November geerntet.

## Beschreibung
Die Herbstrübe gibt es als kugelige und als langgestreckte Sorte. Die sonnenbeschienenen Teile der Rübe werden violett. Je nach Anbauart ist die Rübe nach der Ernte komplett weiß, oder sie hat eine weiß-violette Färbung. Kugelige Sorten bestehen fast nur aus dem Hypokotyl der Pflanze im Gegensatz zu langgestreckten, wo noch ein Teil der Sprossachse zur Rübe wird. Dadurch sind die kugeligen Sorten geschmackvoller; die langgestreckten sind dagegen geschmacklich herber.
| 100 g Weiße Rüben enthalten neben 90 g Wasser durchschnittlich: |        |               |        |               |
| Brennwert                                                       | Eiweiß | Kohlenhydrate | Fett   | Ballaststoffe |
| 100 kJ (24 kcal)                                                | 1 g    | 5 g           | Spuren | 3,5 g         |

| 100 g Weiße Rüben enthalten an Mineralstoffen und Vitaminen durchschnittlich: |        |         |           |          |        |        |           |           |            |            |            |          |           |
| Natrium                                                                       | Kalium | Calcium | Magnesium | Phosphor | Eisen  | Zink   | β-Carotin | Vitamin E | Vitamin B1 | Vitamin B2 | Vitamin B6 | Folsäure | Vitamin C |
| 60 mg                                                                         | 270 mg | 45 mg   | 15 mg     | 35 mg    | 0,4 mg | 0,2 mg | 70 µg     | 0,1 mg    | 0,04 mg    | 0,05 mg    | 0,43 mg    | 20 µg    | 20 mg     |

## Kulturelle Bedeutung
Im Mittelalter galt sie als Hauptnahrungsbestandteil und wurde später fast völlig von der Kartoffel verdrängt. Heute wird sie nur noch selten angebaut. In der Schweiz wird sie vor allem in den Kantonen Zürich und Aargau angebaut, hauptsächlich für den Räbenlichter-Brauch in der Schweiz, aber auch für die Produktion von sauren Rüben. Im österreichischen Tirol brennt man daraus eine Spirituose, den Krautinger.

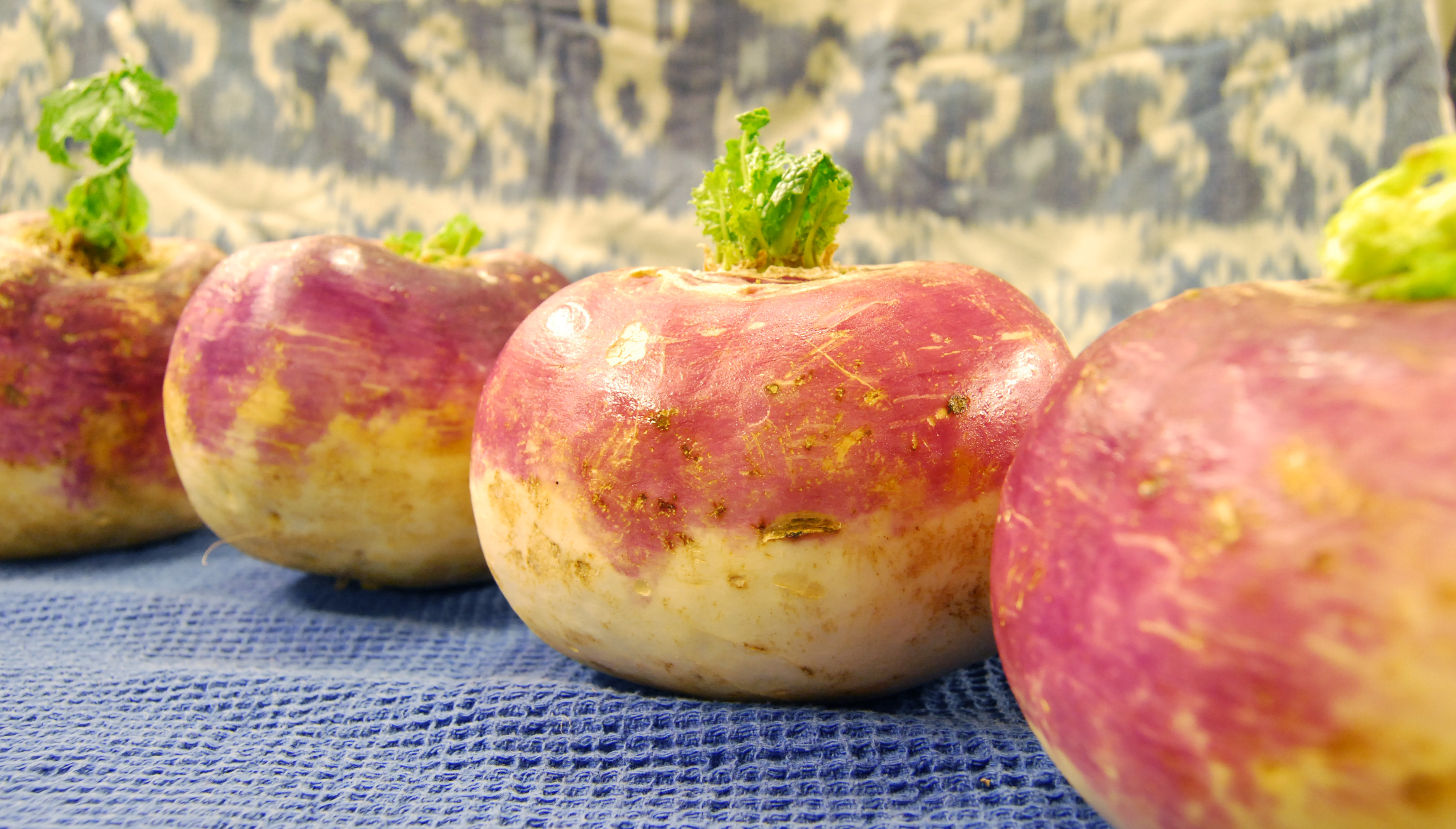
Herbstrüben
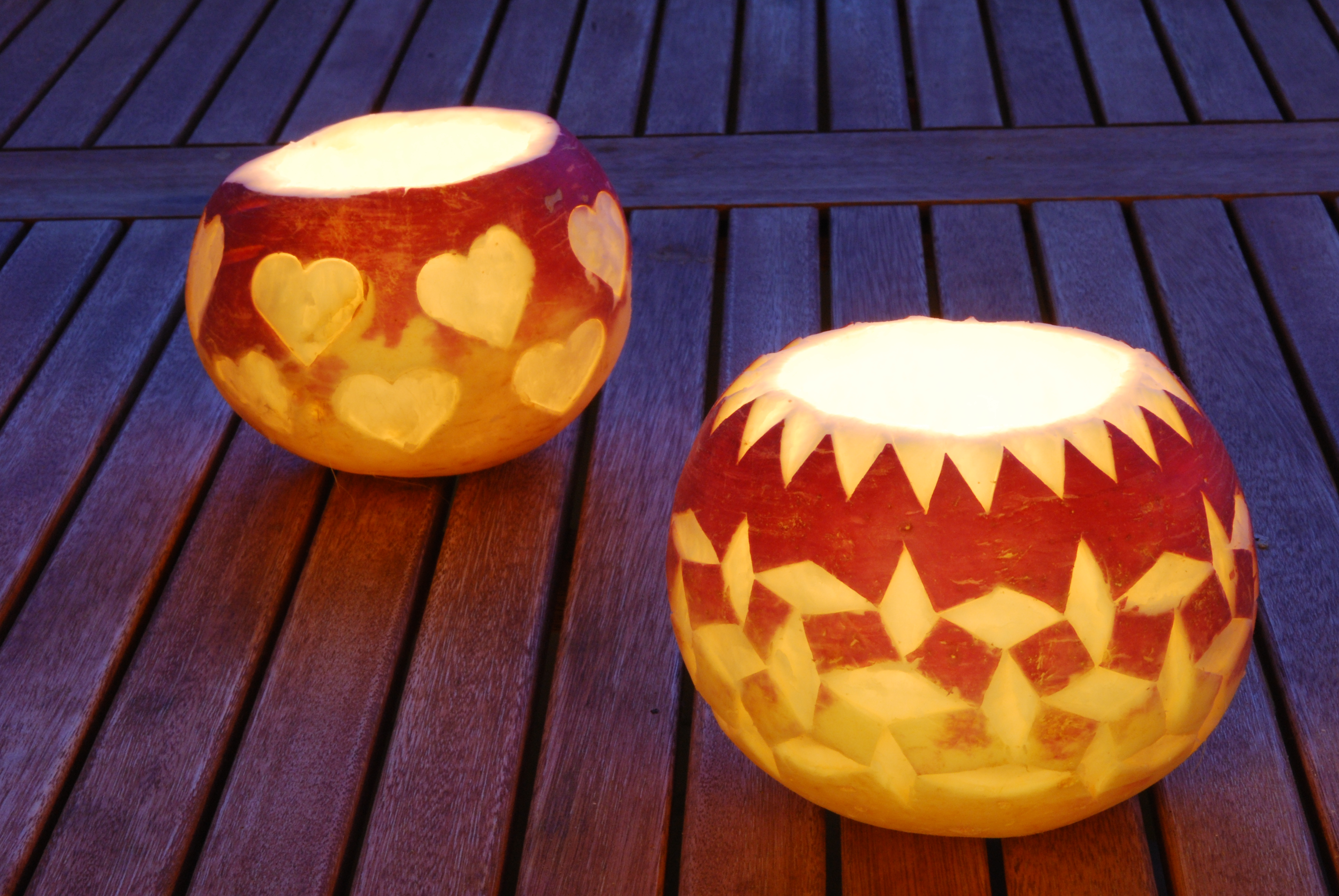
Herbstrüben als Räbenlichter